# Gottlob Bauknecht
Gottlob Bauknecht  (Neckartenzlingen, 30 de abril de 1892 — Stuttgart, 9 de setembro de 1976) foi um industrial e engenheiro alemão.

## Vida
Bauknecht fundou sua própria companhia, Bauknecht, fabricante de eletrodomésticos.
Está sepultado no Waldfriedhof Stuttgart.

## Condecorações
- 1952: Bundesverdienstkreuz
- 1967: Condecoração de Honra por Serviços para a República da Áustria